# Scampolo (film 1932)
Scampolo (Scampolo, ein Kind der Straße ) è un film del 1932, diretto da Hans Steinhoff.

## Trama
"Scampolo" è il nomignolo di una povera ragazza. Un giorno essa si reca a consegnare della biancheria all'ingegner Sacchi e trova questi in piena baruffa con la propria amante. La ragazza che intuisce la triste situazione in cui si trova l'ingegnere, simpatizza per lui, anche perché egli ha avuto per essa delle buone parole, e cerca, a suo modo, di aiutarlo. Frattanto l'ingegnere vince un importante concorso; abbandona la propria amante e lascia la squallida pensione per un appartamento più decoroso. Scampolo che si era affezionata a lui è rattristata di averne perdute le tracce, ma per una coincidenza riuscirà a trovare la nuova abitazione. L'ingegnere però si affeziona alla ragazza e quando egli dovrà partire per dirigere dei lavori in Sardegna, sarà felice di portarla con sé e farne la sua compagna.

## Produzione
Il film fu prodotto dalla Lothar Stark-Film.

## Distribuzione
Distribuito dalla Bayerische Film, il film uscì nelle sale tedesche il 26 ottobre 1932 con il titolo originale Scampolo, ein Kind der Straße.